# Shabbethai Sheftel Horowitz
Shabtai Sheftel Horowitz (Schabbatai der Ältere; geboren 1565; gestorben 1619) war ein jüdischer Gelehrter und Kabbalist in Prag.
Er war ein Neffe von Jesaja Horovitz und Cousin von Shabbethai Horowitz.
Sein Vater war Akiba Scheftel Horowitz, sein Großvater Abraham Horowitz.

## Werke
- Nishmat Shabbethai ha-Lewi. kabbalistischer Aufsatz über die Natur der Seele, Prag 1616.
- Schefa Tal. Kabbalistischer Kommentar zum Iggeret Ha-Ta'amin von Aharon Abraham aus Karitene, Prag 1612, nachgedruckt: Frankfurt am Main 1719.

Insbesondere das Schefa Tal wird von seinem Cousin Shabbethai Horowitz in dessen Testament wärmstens zur Lektüre empfohlen.